# Claudio Slon
Claudio Slon (Argentina, 1943 — Denver, Estados Unidos, 16 de abril de 2002) foi um baterista de música popular brasileira.